# Holzgrebe
Holzgrebe ist ein deutscher Familienname und kommt am häufigsten in Niedersachsen vor. Holzgrebe hat seinen Ursprung bei Holzgraf und ist somit ebenfalls ein Berufsname.

## Varianten
- Holzgraf
- Holzgreve
- Holtgreve